# Alexeï Aïgui
Alexeï Guennadievitch Aïgui (en russe : Алексей Геннадьевич Айги; en tchouvache : Айхи Алексей Геннадьевич, Aïhi Alexeï Gennadievic), né le 11 juillet 1971 à Moscou, est un compositeur et violoniste, chef de l'Ensemble 4'33".

## Biographie

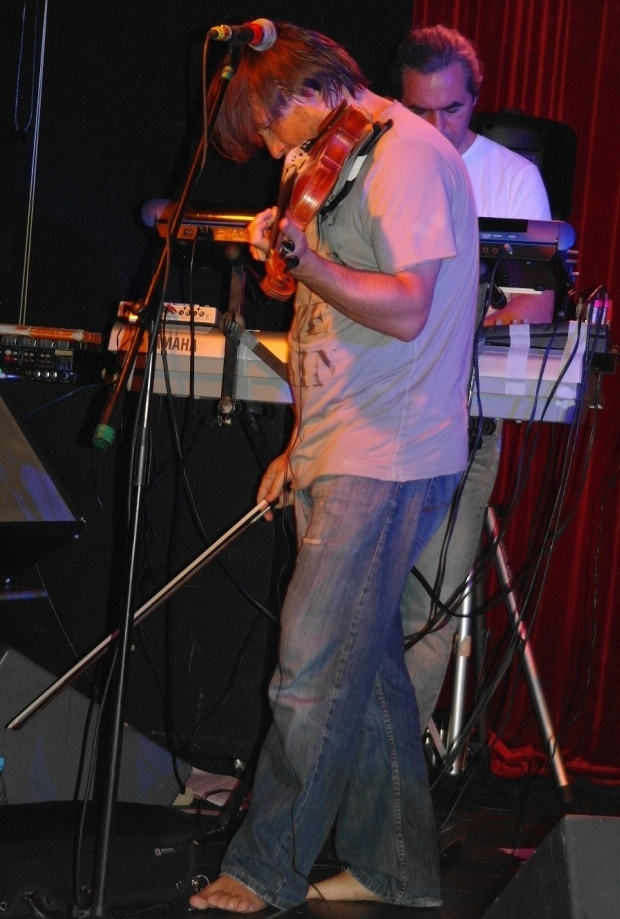
Concert le 18 juillet 2010 à Moscou. Photographe Ekaterina Lefterova

Il a fait ses études à l’École musicale de Ippolitov-Ivanov, puis il a étudié les principes de compositions.
En 2001 il a collaboré avec Pierre Bastien et a produit le CD La Musique cyrillique.
En 2002 il a lassé son premier album avec Dietmar Bonnen Up From The Skies où ils jouent la musique de Jimi Hendrix. Puis il a continue sa collaboration avec Bonnen et ils ont fait sortir encore trois albums : Black water en 2003 (ils jouent la musique de Frank Zappa), un album avec DVD Live@Loft en 2005 et un album Nightshift en 2009 (Aigui et Bonnen jouent la musique de Kurt Weill) 
Outre cela Alexei Aigui a participé avec Dietmar Bonnen à la création des albums de Russian-German Composers Quartet en 1996 (NOT ONLY FOR ...), en 2000 (… Charms), en 2005 (kak stranno / wie seltsam).
En 2003 Aigui a fait sortir le CD “MIX” où il a enregistré la musique de Ensemble 4'33" avec Mina Agossi. 
Mina Agossi, une chanteuse française de jazz moderne, a pris part à l’enregistrement de cet album. Ainsi Aigui s’est produit avec Mina Agossi au premier festival de jazz français, organisé en Moscou par “ArtMania” en 2005.
En 2003 Phil Reptil, célèbre musicien et enseignant français rejoint l'Ensemble 4'33", il en ressort avec 2 albums (“MIX” en 2003 et “Loft” en 2007).

## Ensemble 4'33"

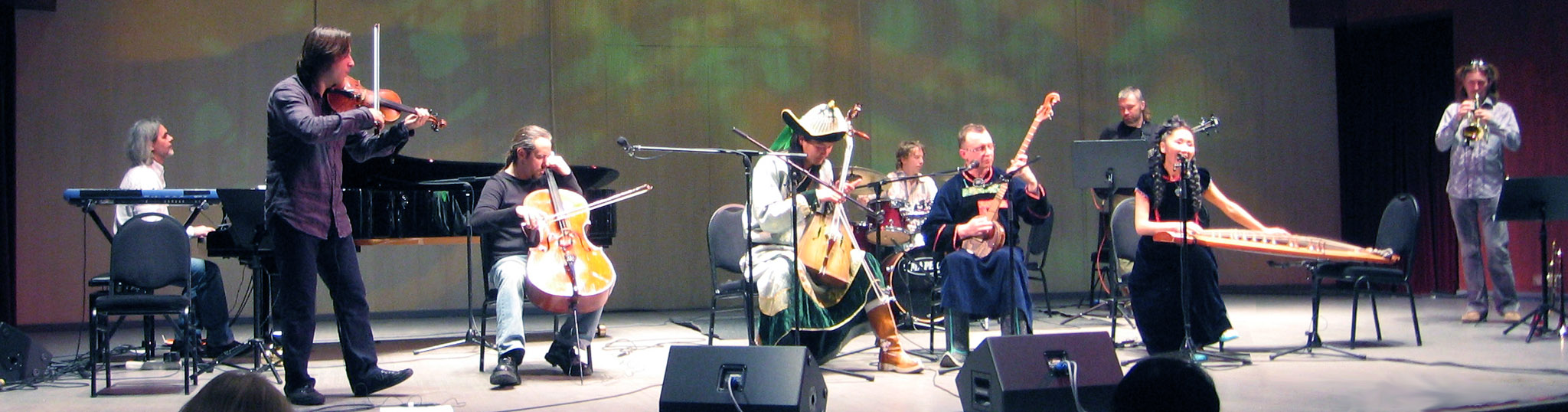
Jam session avec Ensemble 4'33" et le groupe Namgar à Moscou en 2008.

Alexei Aigui a fondé son ensemble 4'33" en mai 1994 à Moscou. Le nom de l’ensemble a rapport à la pièce minimaliste de John Cage où un(e) interprète ne joue pas pendant quatre minutes et trente-trois secondes.
L’ensemble 4'33" joue les compositions de Aigui et la musique de John Cage, Terry Riley, Steve Reich et les autres compositeurs. Le groupe fait des tournées dès 1996. Actuellement l’Ensemble 4'33" donne des concerts en Russie et en Europe.

## Discographie
| Année | Titre                       | Commentaires                                                              |
| ----- | --------------------------- | ------------------------------------------------------------------------- |
| 1997  | Falls                       |                                                                           |
| 1997  | Sisters Grimm Tales         | l’Ensemble 4'33" en collaboration avec le duo folklorique “Ne Te”         |
| 1998  | Cœurs                       |                                                                           |
| 1998  | Les silencieuses            | musique pour le film                                                      |
| 1999  | Main. Seconde               | pour le spectacle One Second Hand du théâtre Cinétique de Sacha Pepelyaev |
| 1999  | Taxidermie                  |                                                                           |
| 2001  | Equus                       | musique pour le spectacle                                                 |
| 2001  | Musique cyrillique          | en collaboration avec Pierre Bastien                                      |
| 2002  | Up From The Skies           | Alexei Aigui et Dietmar Bonnen jouent la musique de Jimi Hendrix          |
| 2002  | Bonheur, Gloire et Fortune  |                                                                           |
| 2003  | MIX                         | 4'33" et Mina Agossi                                                      |
| 2003  | Black Water                 | Alexei Aigui et Dietmar Bonnen jouent la musique de Frank Zappa           |
| 2004  | Mon demi-frère Frankenstein | musique pour le film                                                      |
| 2005  | Ruine de l’Empire           | musique pour le film                                                      |
| 2005  | Live@Loft                   | album et DVD                                                              |
| 2008  | The Closer                  |                                                                           |
| 2009  | Nightshift                  | Alexei Aigui et Dietmar Bonnen jouent la musique de Kurt Weill            |

## Filmographie
La musique d'Alexei Aigui est utilisée dans les films suivants : 
Les films en russe.
- Ruine de l’Empire
- Le champ sauvage
- Kamenskaya
- Petit appartement
- Amant
- Mars
- Un détective très russe
- Mon demi-frère Frankenstein
- “Promenades d’Orphée
- Soupçon
- Raguin
- Rétro de trios
- Nature du neuf
- Les silencieuses
- Coffre des ancêtres
- Chroniques privées. Monologue
- Détective Poutilin
- Sarantcha
- La Horde
- Neige blanche (2020)
- 2014 : Les Démons (Бесы) de Vladimir Khotinenko

Les films en français.
- 2026 : Maigret et le mort amoureux de Pascal Bonitzer
- 2017 : Le Jeune Karl Marx de Raoul Peck
- Cherchez Hortense (2012, Pascal Bonitzer)
- Le Petit Poucet (2011, Marina De Van)
- Moloch Tropical (2010, Raoul Peck)
- Je ne dis pas non (2009, Iliana Lolic)
- L'École du pouvoir (2009, Raoul Peck)
- Rondo (2008, Olivier van Malderghem)
- Le Grand alibi (2008, Pascal Bonitzer)
- Je pense à vous (2006, Pascal Bonitzer)
- L'Été d'Isabelle (2004, Nurbek Egen)
- Les Silencieuses (1999, Valeri Todorovski)

La musique pour les films muets :
- La Maison de Place Trubnaia
- Jardin d’hiver
- Poupée
- Métropolis
- Bonheur
- La Jeune Femme à la boîte

## Prix et nominations
| Année | Prix                                                               |
| ----- | ------------------------------------------------------------------ |
| 2008  | Prix “Nika” de la musique pour le film Le Champ sauvage            |
| 2008  | Prix “Aigle d’Or” de la musique pour le film Le Champ sauvage      |
| 2008  | Prix “Éléphant blanc” de la musique pour le film Le Champ sauvage  |
| 2008  | Prix Tariverdiev au festival “Kinotavre” Le Champ sauvage          |
| 2003  | Nomination pour “Nika” de la musique pour le film Amant            |
| 1999  | Nomination pour “Nika” de la musique pour le film Les Silencieuses |
| 1999  | Prix “Bélier d”Or” de la musique pour le film Les Silencieuses     |